# أغنية السجن (فلم)
أغنية السجن (بالإنجليزية: Prison song) فيلم أمريكي أنتج سنة 2001 أخرجه المخرج الشهير دارنيل مارتن وهو من بطولة كيو-تيب وماري جي بلايج وهارولد بيرينوو فات جو. 

تدور قصة الفيلم حول «أليجا» (كيو-تيب) الذي يدخل السجن وهناك يتعرف على عالم مليء بالشخصيات المتناقضة، وفيه أيضا تمكن من اختيار طريق لنفسه واستطاع أن يبرز مواهبه الفنية في احلك فترات سجنه.

## وصلات خارجية
- مقالات تستعمل روابط فنية بلا صلة مع ويكي بيانات